# Berlinit (Mineral)
Berlinit ist ein selten vorkommendes Mineral aus der Mineralklasse der „Phosphate, Arsenate und Vanadate“ mit der chemischen Zusammensetzung Al[PO4] und ist damit chemisch gesehen ein Aluminiumorthophosphat.
Berlinit kristallisiert im trigonalen Kristallsystem und entwickelt überwiegend faserige, radialstrahlige oder körnige bis massige Mineral-Aggregate mit glasähnlichem Glanz auf den Oberflächen. In reiner Form ist er farblos und durchsichtig. Durch vielfache Lichtbrechung aufgrund von Gitterbaufehlern oder polykristalliner Ausbildung kann er aber auch weiß erscheinen und durch Fremdbeimengungen eine graurosa bis hellrosa Farbe annehmen, wobei die Transparenz entsprechend abnimmt.

## Etymologie und Geschichte

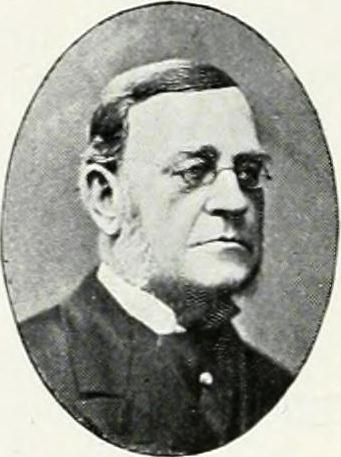
Nils Johan Berlin (1812–1891)

Erstmals entdeckt wurde Berlinit in der Grube Västanå bei Näsum in der schwedischen Gemeinde Bromölla und beschrieben 1868 durch Christian Wilhelm Blomstrand. Er benannte das Mineral nach Professor Nils Johan Berlin (1812–1891), einem schwedischen Professor der Chemie und Mineralogie in Lund und Uppsala.

## Klassifikation
In der veralteten, aber teilweise noch gebräuchlichen 8. Auflage der Mineralsystematik nach Strunz gehörte der Berlinit zur Abteilung der „Wasserfreien Phosphate [PO4]3−, ohne fremde Anionen“, wo er zusammen mit Alarsit, Beryllonit, Hurlbutit, Lithiophosphat, Nalipoit, Olympit und Rodolicoit die unbenannte Gruppe mit dem Zusatz „Kleine Kationen (Li, Be, Al, Fe3+)“ und der System-Nr. VII/A.01 bildete.
Die seit 2001 gültige und von der International Mineralogical Association (IMA) verwendete 9. Auflage der Strunz’schen Mineralsystematik ordnet den Berlinit ebenfalls in die Abteilung der „Phosphate usw. ohne zusätzliche Anionen; ohne H2O“ ein. Diese ist allerdings weiter unterteilt nach der relativen Größe der Kationen, so dass das Mineral entsprechend seiner Zusammensetzung in der Unterabteilung „Mit kleinen Kationen (einige zusätzlich mit größeren Kationen)“ zu finden ist, wo es nur noch zusammen mit Alarsit und Rodolicoit die unbenannte Gruppe 8.AA.05 bildet.
Auch die vorwiegend im englischen Sprachraum gebräuchliche Systematik der Minerale nach Dana ordnet den Berlinit in die Klasse der „Phosphate, Arsenate und Vanadate“ und dort in die Abteilung der „Wasserfreie Phosphate etc.“ ein. Hier ist er als Namensgeber in der „Berlinitgruppe“ mit der System-Nr. 38.04.02 und den weiteren Mitgliedern Alarsit und Rodolicoit innerhalb der Unterabteilung „Wasserfreie Phosphate etc., A+XO4“ zu finden.

## Kristallstruktur
Berlinit kristallisiert im trigonalen Kristallsystem und bildet ähnlich wie Quarz spiegelbildliche Links- und Rechtsformen aus, wobei die Linksform mit der Raumgruppe P3121 (Raumgruppen-Nr. 152) und die Rechtsform mit der Raumgruppe P3221 (Nr. 154) umschrieben wird. Beide Raumgruppen gehören zur gleichen Klasse, mit der zweizähligen Achse parallel [100].
Für die Linksform ergab die Messung der Gitterparameter für a = 4,9458 Å und c = 10,9526 Å und für die Rechtsform die Gitterparameter a = 4,9438 Å und c = 10,9498 Å bei drei Formeleinheiten pro Elementarzelle. 
Berlinit ist homöotyp mit Quarz, das heißt beide kristallisieren zwar in derselben Raumgruppe jedoch mit unterschiedlichen Gitterparametern. siehe Kristallstruktur von Quarz. 

## Eigenschaften
Unter UV-Licht zeigen manche Berlinite eine dunkelrote Fluoreszenz, ähnlich der von neonfarbenen Textmarkern.

## Bildung und Fundorte
Berlinit bildet sich bei hohen Temperaturen in hydrothermalen Lösungen oder durch Metasomatose und tritt in Paragenese mit Augelith und Attakolith sowie oft verwachsen mit Scorzalith oder Trolleit auf.
Als seltene Mineralbildung konnte Berlinit bisher (Stand: 2013) nur an wenigen Fundorten nachgewiesen werden, wobei rund 20 Fundorte als bekannt gelten. Neben seiner Typlokalität, der Grube Västanå bei Näsum trat das Mineral in Schweden noch am Steinbruch Hålsjöberg (Horrsjöberg) bei Torsby auf.
In Deutschland konnte Berlinit in einem Basalt-Steinbruch bei Wiesau-Triebendorf in Bayern und in der Grube „Sauberg“ bei Ehrenfriedersdorf in Sachsen gefunden.
Der bisher einzige bekannte Fundort in der Schweiz ist Törbel im Kanton Wallis.
Weitere Fundorte sind unter anderem die „Paddy's River Cu Mine“ am Cotter River und der Mount Perry in der North Burnett Region in Australien, die „Sapucaia Mine“ bei Sapucaia do Norte und das Grubenfeld „Poço d'Antas“ im Piauí Valley im brasilianischen Bundesstaat Minas Gerais, im Itremo Massiv (Steinbruch Tsiambenana) im Distrikt Ambatofinandrahana auf Madagaskar, an mehreren Orten im Kreis Gatumba in der Westprovinz von Ruanda, in der Cioclovina-Höhle im rumänischen Kreis Hunedoara, am Cap de Creus in Spanien, bei Zlaté Hory (deutsch Zuckmantel) in Tschechien sowie die „Inspiration Mine“ im Bezirk Miami-Inspiration im Gila County (Arizona) und der Washington County (Maine) in den USA.